# Lars Tessing
Lars Fjalar Tessing, född 27 september 1889 i Örebro, död 28 mars 1955 i Oscars församling i Stockholm, var en svensk redaktör och manusförfattare. 
Tessing tog studenten i Vänersborg. Han tjänstgjorde på Dagens Nyheter från 1915 som bland annat redaktionssekreterare och övergick 1918 till filmbranschen. Lars Tessing är begravd på Skogskyrkogården i Stockholm.

## Filmmanus i urval
- 1920 – De läckra skaldjuren
- 1920 – Ombytta roller
- 1921 – Ryggskott
- 1921 – Lev livet leende
- 1924 – Livet på landet
- 1924 – Herr Vinners stenåldersdröm
- 1926 – Bröllopet i Bränna
- 1942 – Doktor Glas
- 1944 – En dotter född
- 1945 – Den allvarsamma leken
- 1945 – Gomorron Bill!